# Bacantón Altamirano
Bacantón Altamirano är en ort i Mexiko.   Den ligger i kommunen Mazapa de Madero och delstaten Chiapas, i den sydöstra delen av landet, 900 km sydost om huvudstaden Mexico City. Bacantón Altamirano ligger 1 217 meter över havet och antalet invånare är 193.
Terrängen runt Bacantón Altamirano är bergig åt nordväst, men åt sydost är den kuperad. Bacantón Altamirano ligger nere i en dal. Runt Bacantón Altamirano är det ganska tätbefolkat, med 179 invånare per kvadratkilometer. Närmaste större samhälle är Motozintla de Mendoza, 10,1 km väster om Bacantón Altamirano. I omgivningarna runt Bacantón Altamirano växer huvudsakligen savannskog.